# Apospasta luminosa
Apospasta luminosa là một loài bướm đêm trong họ Noctuidae.